# 이도권
이도권(1979년 8월 8일 ~ )은 대한민국의 전직 축구 선수이다. 현역 시절 포지션은 미드필더였다.